# مهند ابوخمره

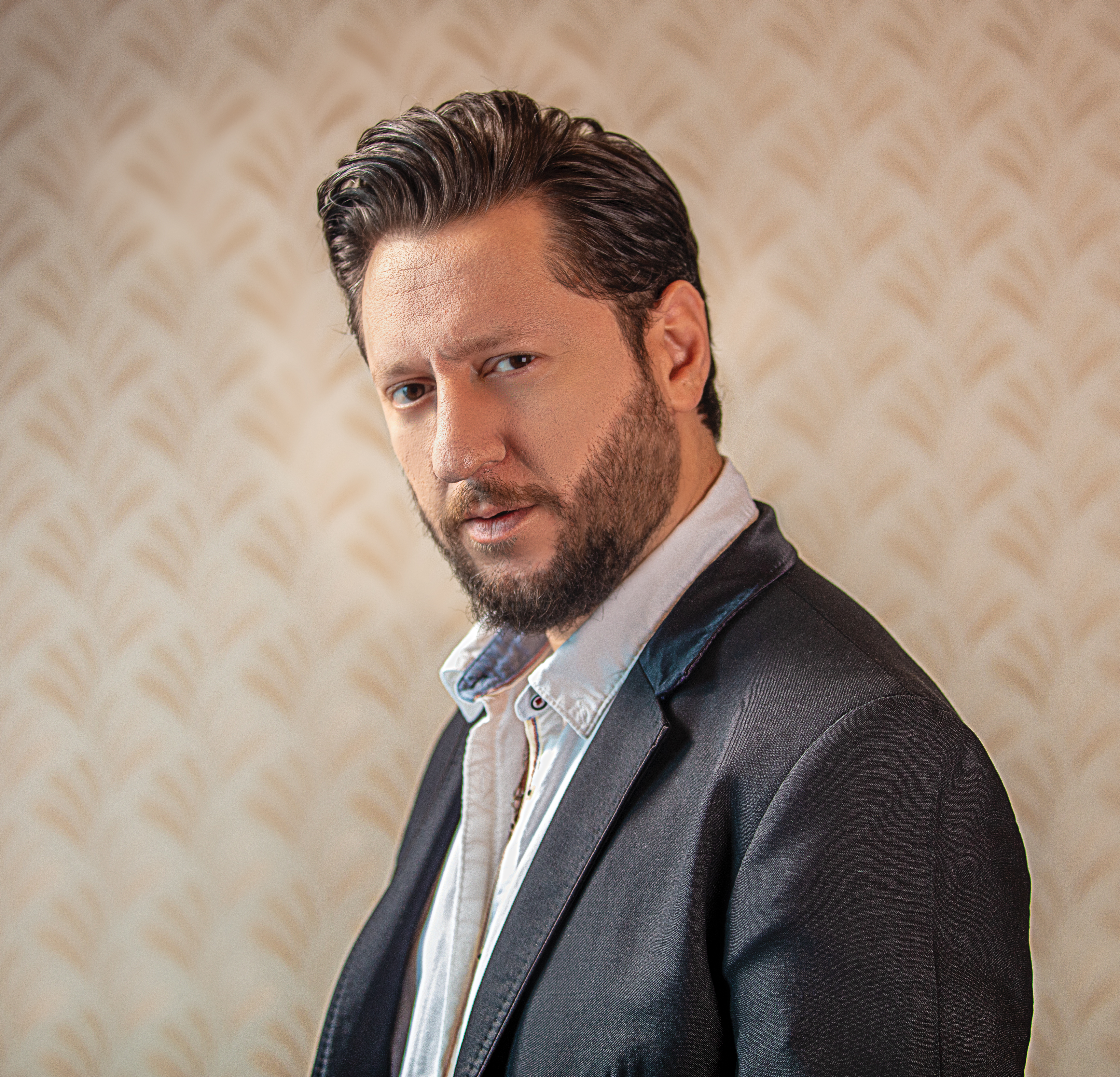

مهند ابوخمره (زاده ۵ آوریل ۱۹۸۳، بابل، عراق) کارگردان، تهیه‌کننده، طراح گرافیک، عکاس، نقاش و نویسنده عراقی است. او در شهر بغداد بزرگ شد و در آنجا تحصیلات خود را به پایان رساند و سپس برای زندگی به امارات متحده عربی نقل مکان کرد و در آنجا به همراه برادرش کارگردان و تهیه‌کننده علی ابوخمره شرکت تولید تلویزیون و فیلم اتنا «اتنا پروداکشن» را تأسیس کردند.
از جمله کارهای انتقادی او می‌توان به کارگردانی سریال کارتونی الریس اشاره کرد که یک سریال منتقد طنز در اوضاع سیاسی عراق است. سپس سریال شلش را از محله التنک و حبوز ساخت و کارگردانی کرد و همچنین با برادرش علی ابوخمره سریال ابوالمصائب را کارگردانی کرد.